# Битка код Везува (Готски рат)
Битка код Везува или битка на Монс Лактаријусу (италијански: Battaglia dei Monti Lattari, дословно: "Битка на млечним планинама) одиграла се 552. или 553. године на падинама Везува између Острогота и Византинаца. Ово је завршна битка Готског рата.

## Битка
Византијску војску је предводио Нарзес, а Остроготског краљевство Теја. Непосредно пре ове битке, Остроготи су поражени у бици код Тагине којом су изгубили већи део централне Италије. Поокушали су да спрече Нарзеса да освоји Куме, једно од њихових последњих упоришта у јужној Италији. Вештим маневрима, Нарзес је Тејину војску довео до обронка Везува и опколио је. Исцрпљени глађу, Остроготи су покушали пробити обруч. Након дуге битке, многи су погинули, а међу њима и Теја. Преживели су се повукли ка северу. Овом битком завршен је Готски рат, а византијска власт је успостављена над Италијом.